# Christian Cooke
Christian Louis Cooke (Leeds, 15 de setembro de 1987) é um ator inglês. Mais conhecido por atuar nas séries Witches of East End, Magic City e Trinity. Ele também protagonizou o filme Cemetery Junction e as minisséries The Promise e Demons. Além de fazer parte do elenco principal da soap opera Where the Heart Is.

## Biografia
Christian nasceu em Leeds, onde frequentou a St. Catholic High School de Maria, Menston e o Bingley Arts Centre. Sua mãe se chama Diane e seus irmãos Alexander (mais velho) e Gabrielle (mais nova). Ele adora esportes e já praticou: badminton, basquete, boxe, cricket, futebol, equitação, rugby, natação e tênis.
Aos dez anos de idade, participou de uma produção de Bedazzled no Bingley Arts Centre e iniciou a carreira na TV com um comercial de hambúrgueres para a “Birds Eye”.

## Filmografia

### Televisão
| Ano       | Título                     | Papel                    | Notas                                                |
| --------- | -------------------------- | ------------------------ | ---------------------------------------------------- |
| 2014      | Witches of East End        | Frederick Beauchamp      | Elenco principal, Temporada 2                        |
| 2012-2013 | Magic City                 | Danny Evans              | Elenco principal                                     |
| 2011      | The Promise                | Len Matthews             | Minissérie, 4 episódios                              |
| 2009      | Trinity                    | Dorian Gaudain           | Elenco principal                                     |
| 2009      | Demons                     | Luke Van Helsing         | Minissérie / Personagem principal                    |
| 2008      | Doctor Who                 | Ross Jenkins             | Episódios 4-5, Temporada 4                           |
| 2008      | Echo Beach                 | Brae Marrack             | Elenco principal                                     |
| 2008      | Moving Wallpaper           | Ele mesmo                | Episódios 2-6-7, Temporada 1                         |
| 2008      | Moving Wallpaper: The Mole | Ele mesmo                | Episódio 4, Temporada 1                              |
| 2007      | Robin Hood                 | Luke Scarlett            | Episódio 4, Temporada 2                              |
| 2007      | The Royal                  | Bobby Horrocks           | Episódio 7, Temporada 6                              |
| 2007      | The Chase                  | Liam Higgins             | Episódios 2-3-4-6-7-8-10-11-12, Temporada 2          |
| 2007      | Inspector George Gently    | Billy Lister             | Episódio 0, Temporada 1                              |
| 2006      | Doctors                    | Gary                     | Episódio 115, Temporada 7                            |
| 2004      | Barking!                   | Ryan                     | Episódio 4, Temporada 1                              |
| 2002-2006 | Casualty                   | Jude Becket / Mark Booth | Episódio 21, Temporada 16 / Episódio 5, Temporada 21 |
| 2000-2006 | Where the Heart Is         | Luke Kirkwall            | Elenco principal, a partir da Temporada 4            |
| 1999-2000 | Wilmot                     | Wilmot Tanner            | Personagem principal                                 |

### Cinema
| Ano  | Título            | Papel          | Notas          |
| ---- | ----------------- | -------------- | -------------- |
| 2014 | Love, Rosie       | Greg           |                |
| 2014 | Electricity       | Mikey O'Connor |                |
| 2014 | Anomaly           | Oliver Grier   | Curta-metragem |
| 2013 | Fare              | Dominic        | Curta-metragem |
| 2013 | Hello Carter      | Eliott         |                |
| 2013 | Romeu e Julieta   | Mercúcio       |                |
| 2012 | Unconditional     | Liam           |                |
| 2010 | Cemetery Junction | Freddie Taylor |                |
| 2010 | Dark Relic        | Paul           | Telefilme      |
| 2007 | Wish              | Malcolm        | Curta-metragem |